# 邝德旺
邝德旺，男，中共政治人物、軍事人物、中共黨員、中國人民解放軍少將。

## 生平
歷任西藏军区副参谋长、和田军分区原司令员、西藏軍區副司令員、「攜手－2018」中印陸軍反恐聯合訓練中方代表。